# Llista d'espècies de Lithops
Espècies de Lithops:
- Lithops amicorum
- Lithops aucampiae
  - subsp. aucampiae
    - var. aucampiae
    - var. koelemanii

  - subsp. euniceae
    - var. euniceae
    - var. fluminalis

- Lithops bromfieldii
  - var. bromfieldii
  - var. glaudinae
  - var. insularis
  - var. mennellii
- Lithops coleorum
- Lithops comptonii
  - var. comptonii
  - var. weberi
- Lithops dinteri
  - subsp. dinteri
    - var. dinteri
    - var. brevis

  - subsp. frederici
  - subsp. multipunctata
- Lithops divergens
  - var. divergens
  - var. amethystina
- Lithops dorotheae
- Lithops francisci
- Lithops fulviceps
  - var. fulviceps
  - var. lactinea
  - var. laevigata
- Lithops gesineae
  - var. gesineae
  - var. annae
- Lithops geyeri
- Lithops gracilidelineata
  - subsp. gracilidelineata
    - var. gracilidelineata
    - var. waldroniae

  - subsp. brandbergensis
- Lithops hallii
  - var. hallii
  - var. ochracea
- Lithops helmutii
- Lithops hermetica
- Lithops herrei

- Lithops hookeri
  - var. hookeri
  - var. dabneri
  - var. elephina
  - var. lutea
  - var. marginata
  - var. subfenestrata
  - var. susannae
- Lithops julii
  - subsp. julii
  - subsp. fulleri
    - var. fulleri
    - var. brunnea
    - var. rouxii
- Lithops karasmontana
  - subsp. karasmontana
    - var. karasmontana
    - var. aiaisensis
    - var. lericheana
    - var. tischeri

  - subsp. bella
  - subsp. eberlanzii
- Lithops lesliei
  - subsp. lesliei
    - var. lesliei
    - var. hornii
    - var. mariae
    - var. minor
    - var. rubrobrunnea

  - subsp. burchellii
  - var. venteri (no subsp.)
- Lithops marmorata
  - var. marmorata
  - var. elisae
- Lithops meyeri
- Lithops naureeniae
- Lithops olivacea

- - var. olivacea
  - var. nebrownii
- Lithops optica
- Lithops otzeniana
- Lithops pseudotruncatella
  - subsp. pseudotruncatella
    - var. pseudotruncatella
    - var. elisabethiae
    - var. riehmerae

  - subsp. archerae
  - subsp. dendritica
  - subsp. groendrayensis
  - subsp. volkii
- Lithops ruschiorum
  - var. ruschiorum
  - var. lineata
- Lithops salicola

- >Lithops schwantesii
  - subsp. schwantesii
    - var. schwantesii
    - var. marthae
    - var. rugosa
    - var. urikosensis

  - subsp. gebseri

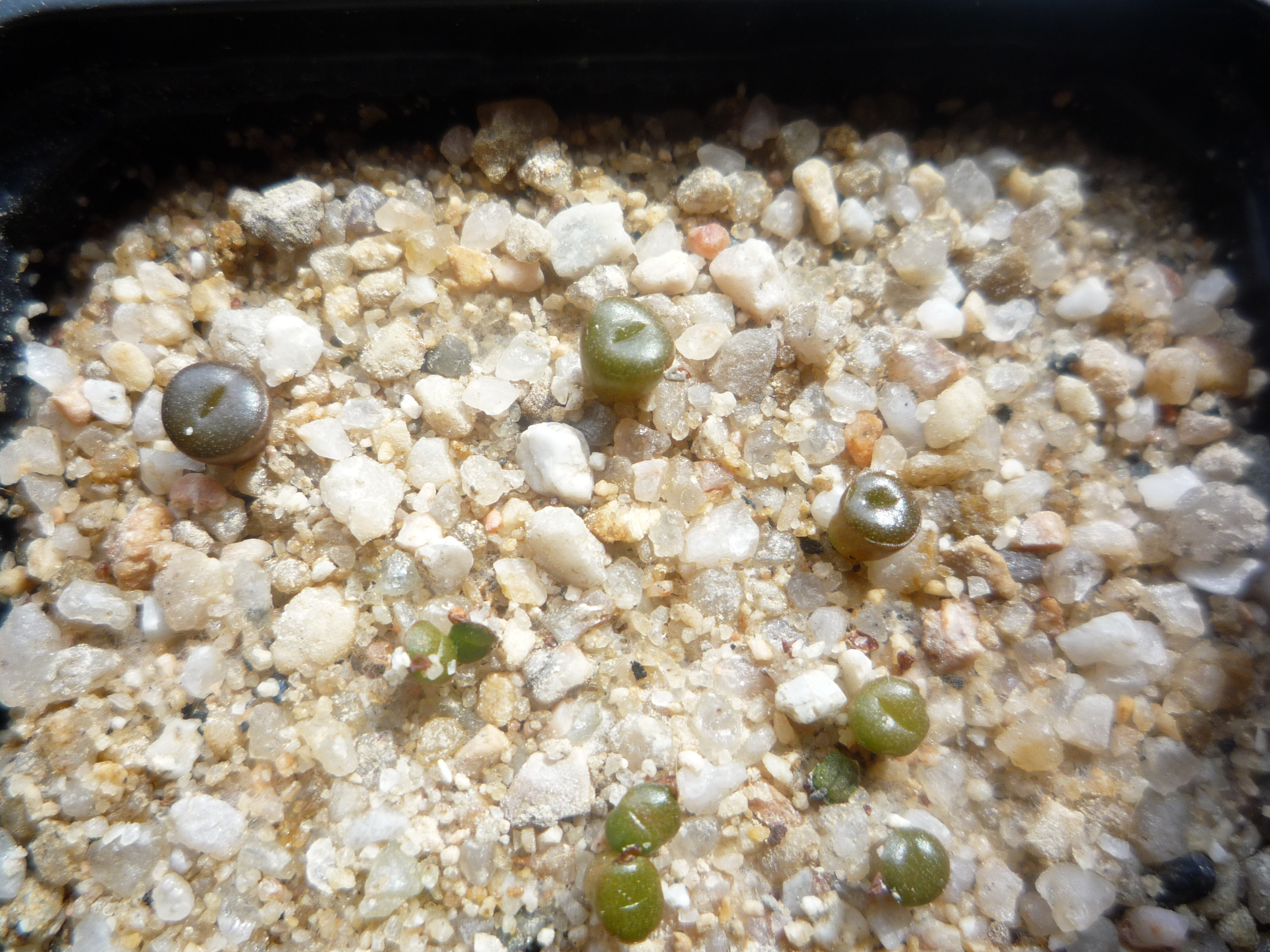
Planter de Lithops aucampiae subsp aucampiae var. 'koelemanii' (C256) i Lithops otzeniana (C350). 2 mesos després de la sembra.

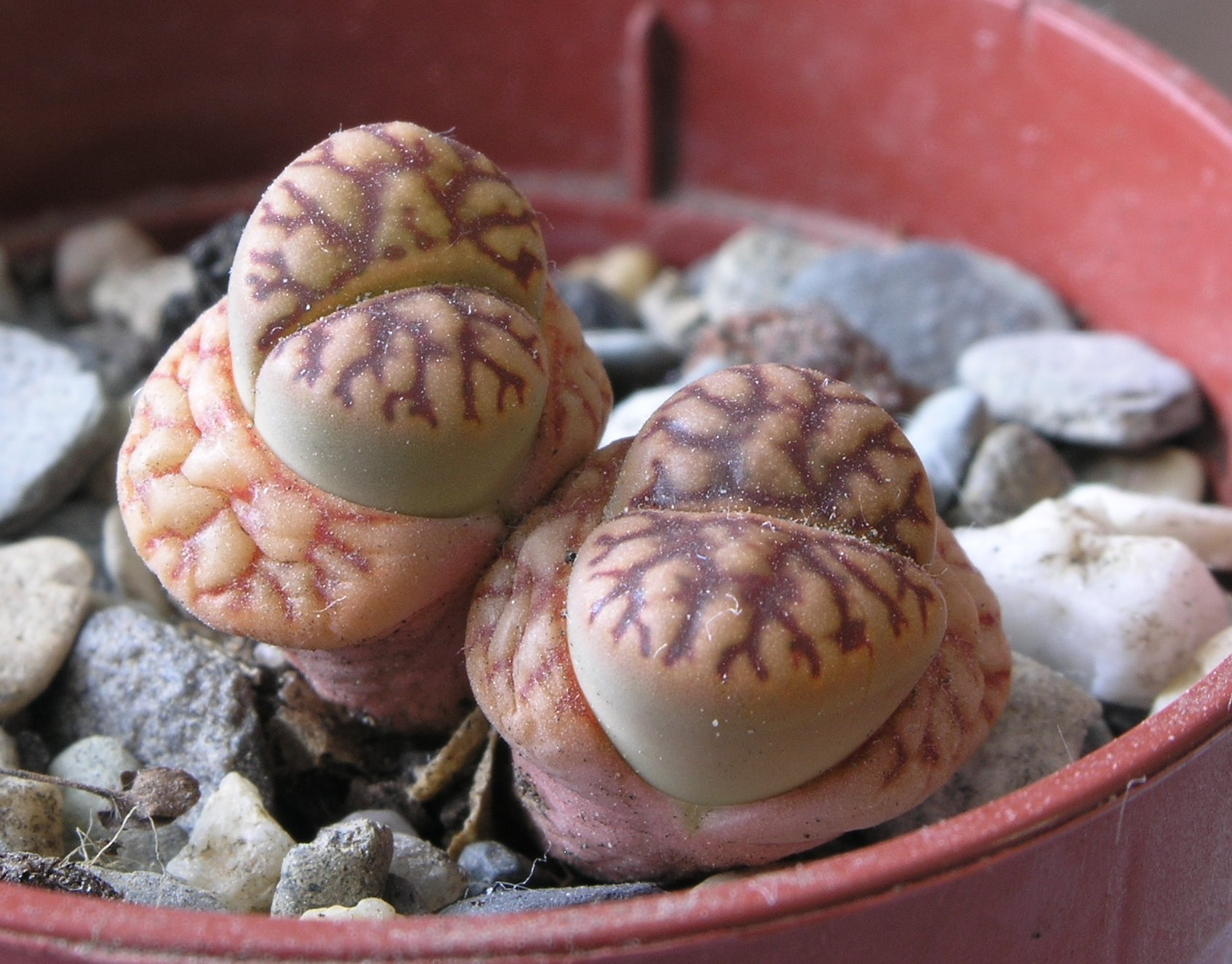
Lithops bromfieldii

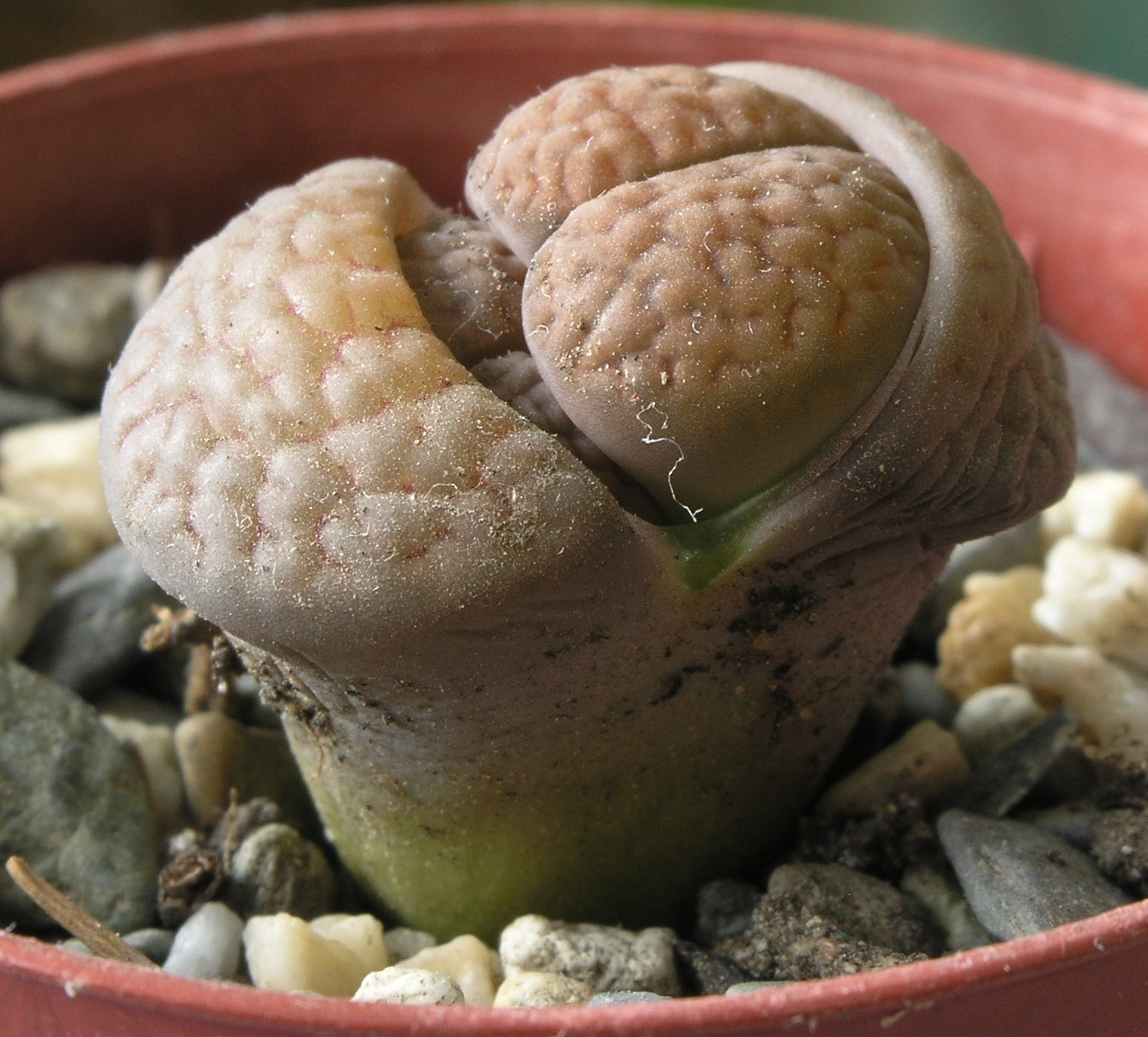
Lithops hookeri

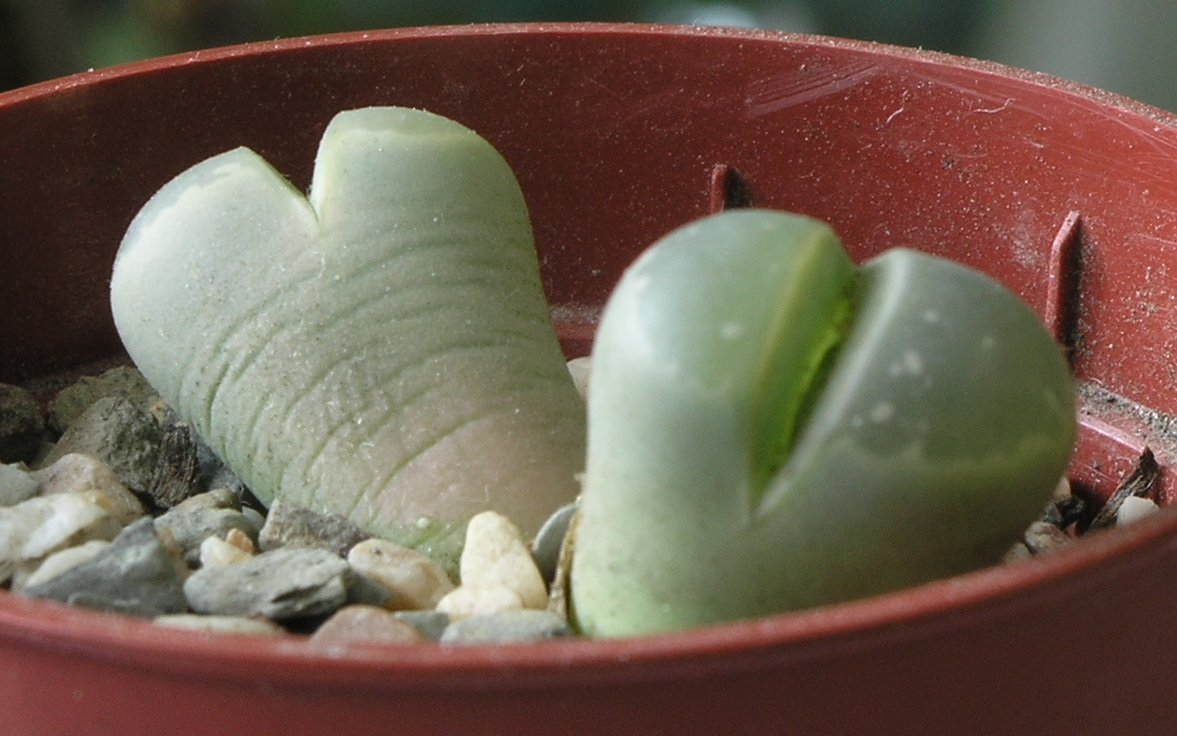
Lithops olivacea

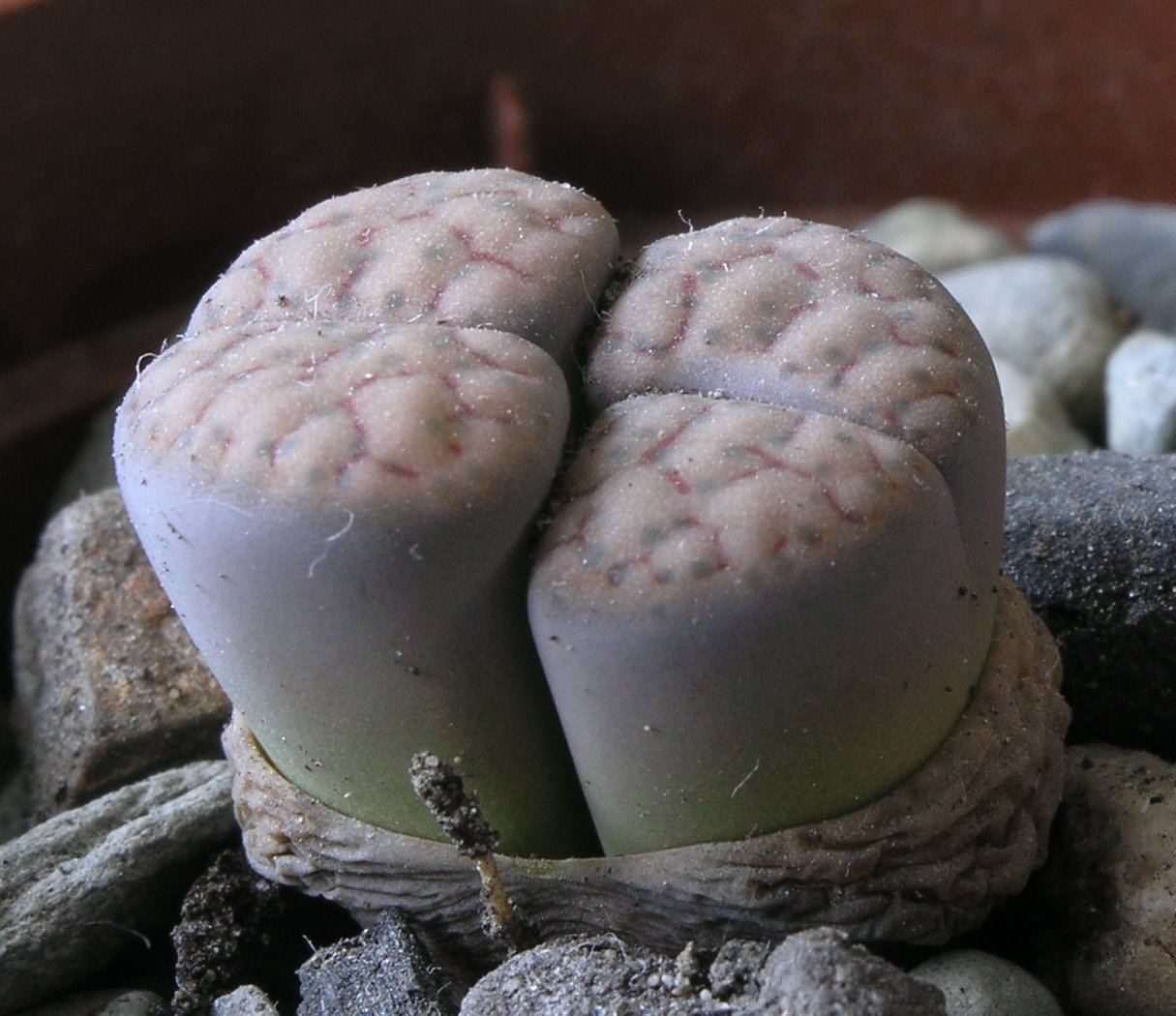
Lithops schwantesii

- Lithops terricolor sinònim Lithops localis
- Lithops vallis-mariae
- Lithops verruculosa
  - var. verruculosa
  - var. glabra
- Lithops villetii
  - subsp. villetii
  - subsp. deboeri
  - subsp. kennedyi
- Lithops viridis
- Lithops werneri